# Ga’asz

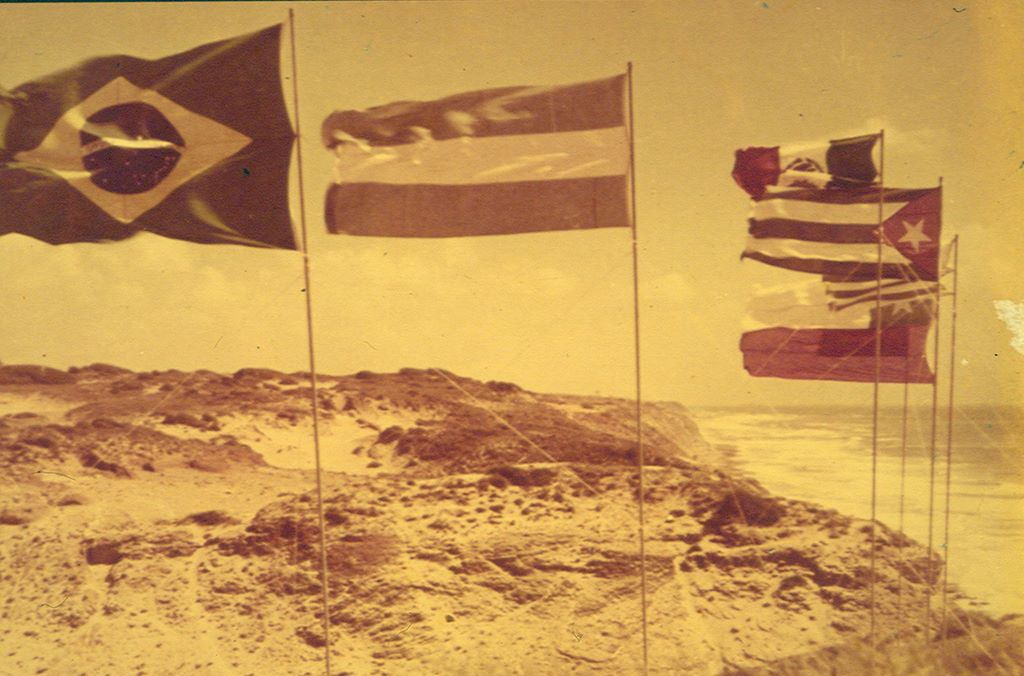
Założenie kibucu Ga’asz w 1951 roku

Ga’asz (hebr.: געש) – kibuc położony w samorządzie regionu Chof ha-Szaron, w Dystrykcie Centralnym, w Izraelu.
Leży na równinie Szaron nad Morzem Śródziemnym, w otoczeniu kibuców Szefajim i Jakum, oraz wioski Arsuf.

## Historia
Kibuc został założony 5 lipca 1951 przez żydowskich imigrantów z Ameryki Południowej, którzy byli członkami organizacji młodzieżowej Ha-Szomer Ha-Cair. Założyciele brali udział podczas wojny o niepodległość w 1948 w bohaterskiej obronie kibucu Negba.

## Gospodarka
Gospodarka kibucu opiera się na rolnictwie i turystyce. W 2003 kibuce Ga’asz, Szefajim i Jakum utworzyły wspólne gospodarstwo mleczne The Hof Hasharon Dairy Farm, które posiada pastwiska o powierzchni 35 akrów i jest uznawane za najbardziej zaawansowane technologicznie gospodarstwo mleczne w Izraelu. W jego utworzenie zainwestowano duże środki finansowe, budując nowoczesne obory, skomputeryzowane centrum dojenia i nowoczesne systemy obróbki mleka. Obecnie gospodarstwo posiada 820 krów mlecznych i 600 cielaków. Średnia produkcja roczna mleka od jednej krowy wynosi 12 tys. litrów. Gospodarstwo produkuje rocznie 9,5 mln litrów mleka.
W południowo-zachodniej części kibucu znajduje się mała baza izraelskiej armii, w której stacjonuje niewielka jednostka pancerna.

## Turystyka
Tutejsze małe hotele oferują wypoczynek w pięknej nadmorskiej okolicy, z możliwością korzystania z plaż. Istnieje tutaj klub z polem golfowym oraz centrum rekreacyjno-sportowe z termalnymi basenami kąpielowymi (temperatura wody 39°C przez cały rok). Do dyspozycji osób wypoczywających są jacuzzi, restauracje i tereny piknikowe.

## Komunikacja
Przy kibucu przebiega autostrada nr 2  (Tel Awiw–Hajfa).